# Copa de la Ciudad
La Copa de la Ciudad 2023 fue un torneo amistoso de fútbol, disputado en partidos de ida y vuelta entre Emelec y Guayaquil City.
El partido de ida se lo disputó el 11 de febrero en el Estadio George Capwell, mientras que el de vuelta se realizó el 14 del mismo mes en el Estadio Chucho Benítez.
Se coronó campeón el Club Sport Emelec al ganar en el resultado global 2-1.

## Partidos

### Ida

#### Explosión Azul 2023
Además de ser el partido de ida de la Copa de la Ciudad, fue la Explosión Azul 2023 es decir el partido de presentación de Emelec. El evento comenzó con la presentación de los jugadores, con la principal sorpresa la, contratación del jugador Luis Fernando León y el regreso de Miller Bolaños.
| 11 de febrero de 2023 - Explosión Azul Transmisión: El Canal del Fútbol | Emelec                              | 2-0     | Guayaquil City | Estadio George Capwell, Guayaquil |                              |
|                                                                         | José Alberti · Miller Bolaños pen.' | Reporte |                | Árbitro(s): Fernanda Colombo      | Árbitro(s): Fernanda Colombo |

### Vuelta
Además de ser el partido de vuelta de la Copa de la Ciudad, fue la parte de la Serie Pacífico, es decir una serie de distintos partidos amistosos de pretemporada.
| 14 de febrero de 2023 - Serie Pacífico Transmisión: Star+ | Guayaquil City    | 1-0     | Emelec | Christian Benítez Betancourt, Guayaquil |                               |
|                                                           | · Miguel Parrales | Reporte |        | Árbitro(s): Oswaldo Contreras           | Árbitro(s): Oswaldo Contreras |

- Emelec ganó 2 - 1 en el marcador global y se le entregó el trofeo.[4]

| Ecuador        |
| Campeón Emelec |